# Chiesa di San Giacomo (Saronno)

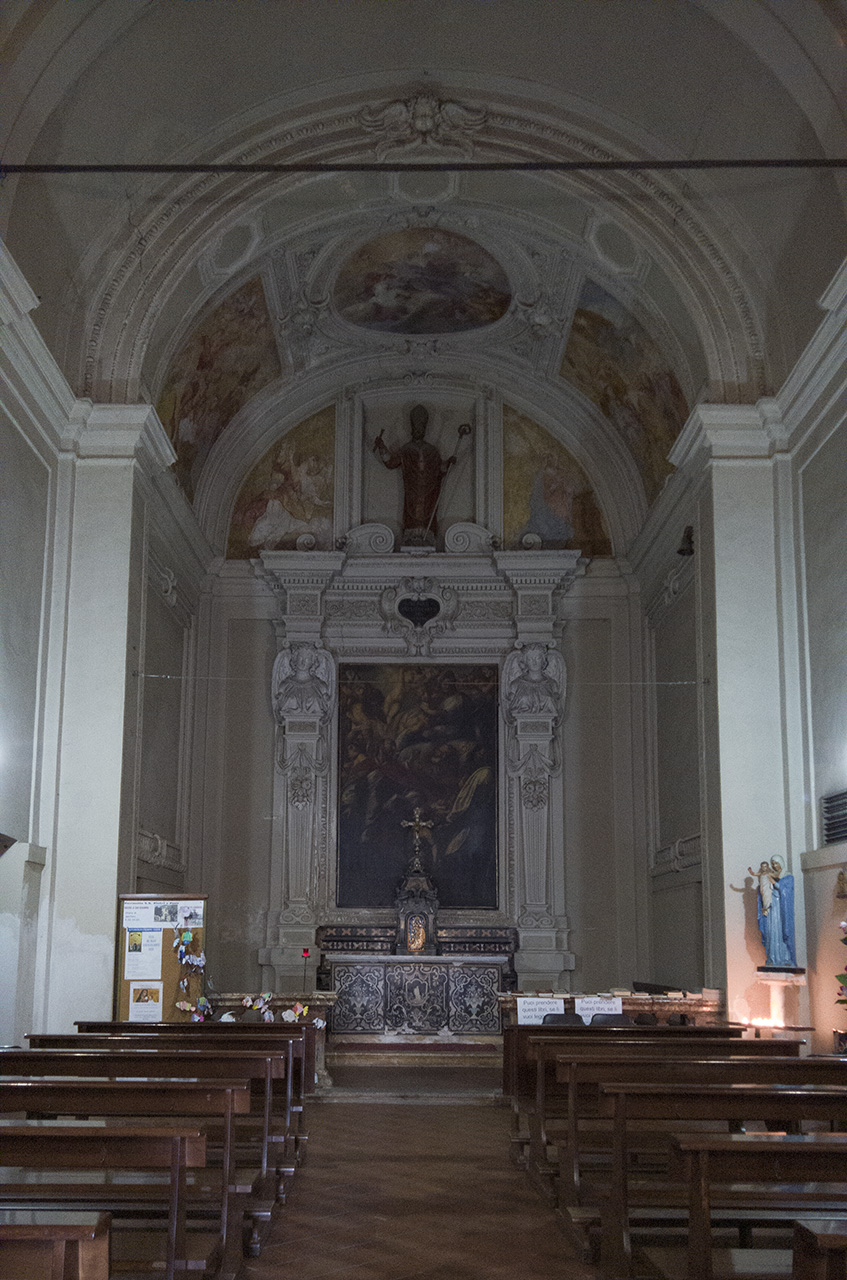
Interni della chiesa di san Giacomo.

La chiesa di San Giacomo è un edificio di Saronno. Fu costruita grazie al patrizio saronnese Ambrogio Legnani. La chiesa fu dedicata ai santi Ambrogio, Carlo, Filippo e Giacomo, secondo la volontà del donatore (nome dei fratelli del patrizio). È stata progettata nel 1578 e fu terminata nel 1612.
Sulle pareti sono dipinti affreschi di Stefano Maria Legnani di Giacomo Antonio Santagostino ed è presente sull'altare una pala che raffigura la Madonna col bambino, i santi Giacomo e Ambrogio, Carlo Borromeo, circondati da angeli.